# Nauris Puntulis
Nauris Puntulis (ur. 17 lipca 1961 w miejscowości Tiņģere w gminie Talsi) – łotewski śpiewak operowy, działacz kulturalny i polityk, wieloletni solista grupy „Pērkons”, w latach 2019–2023 minister kultury.

## Życiorys
W 1979 ukończył naukę w technikum kształcącym pracowników kultury i oświaty w Rydze (Rīgas Kultūras un izglītības darbinieku tehnikums). W czasie nauki w szkole śpiewał w zespole kołchozowym „Lāčplēsis”, zaś w trakcie służby wojskowej w zespole „Zvaigznīte”. Następnie występował w dziale wokalnym średniej szkoły muzycznej im. Jāzepsa Mediņša. Na początku lat 80. był solistą w orkiestrze domu kultury w Siguldzie. W 1983 związał się z grupą „Pērkons”. Podjął studia w łotewskim konserwatorium państwowym (przekształconym później w Łotewską Akademią Muzyczną im. Jāzepsa Vītolsa), uzyskał magisterium ze śpiewu, śpiewu operowego oraz pedagogiki. Po ukończeniu szkoły wyższej związał się w 1994 z Łotewską Operą Narodową jako solista, faktycznie zrywając współpracę z zespołem „Pērkons”.
W późniejszym czasie zaangażował się w działalność polityczną na Łotwie. Kandydował bez powodzenia w wyborach parlamentarnych w 2011 i 2014 jako przedstawiciel ugrupowania Zjednoczenie Narodowe „Wszystko dla Łotwy!” – TB/LNNK. Był doradcą minister kultury Žanety Jaunzeme-Grende. W 2013 i 2017 wybierano go w skład rady miejskiej Rygi z listy narodowców.
W czerwcu 2019, po uzyskaniu przez Dace Melbārde mandatu posłanki do Parlamentu Europejskiego IX kadencji, wysunięty na urząd ministra kultury w rządzie Artursa Krišjānisa Kariņša przez Zjednoczenie Narodowe „Wszystko dla Łotwy!” – TB/LNNK. 8 lipca 2019 Sejm większością 63 głosów zatwierdził go jako członka rządu.
W wyborach w 2022 z ramienia narodowców uzyskał mandat posła na Sejm. 14 grudnia tegoż roku pozostał na stanowisku ministra kultury w nowo powołanym drugim gabinecie dotychczasowego premiera. Urząd ten sprawował do 15 września 2023.